# Floire et Blancheflor
Floire et Blancheflor est un conte populaire en vers dont la première version dite « aristocratique » est généralement attribuée à Robert d'Orbigny (ou d'Orléans),. Ce récit est marqué par des caractéristiques puisées dans diverses histoires qui circulaient au Moyen Âge. Par exemple les récits orientaux de Neema et Noam (l'un des contes des Mille et Une Nuits) et de Varquah et Golshâ (un conte persan), puis des « romans d'Antiquité » occidentaux.
Cette histoire était racontée au Moyen Âge dans de nombreuses langues vernaculaires et versions. Elle serait d'abord apparue vers 1160 en langue d'oïl avant de se populariser dans toute l'Europe par le biais de traductions précoces. Chacune de ces traductions est marquée par une adaptation de la source sur laquelle elle s’appuie. Pour cette raison, il existe aujourd'hui une vaste gamme de versions qui possèdent toutes un fil conducteur commun mais une trame narrative propre.
Pour ce qui est de la tradition française de cette histoire, deux versions distinctes nous sont parvenues. La première, la plus connue, est le « Conte de Flore et de Blancheflor » daté de 1160 environ. La seconde est une version qui remonterait à la fin du XIIe siècle mais nous n’en possédons qu’une seule copie manuscrite issue d’une anthologie datant du XIVe siècle. Cette dernière serait par conséquent de composition postérieure au « Conte ».
Ces différentes versions n’étant pas titrées, leur appellation peut varier en fonction des auteurs. Du Méril attribua à la première le nom de version « aristocratique » et à la seconde version « populaire ». Margaret Pelan quant à elle parle de « roman idyllique » et « roman d’aventures ». Étant donné que ces titres post-scriptum font encore débats parmi les spécialistes, d’autres préfèrent simplement les nommer « version I » et « version II ».
En effet, si les différences dans la trame narrative des deux versions ont pu être attribuées au fait qu’elles étaient destinées à des publics distincts, clérical pour la première et chevaleresque pour la seconde, cette hypothèse est aujourd’hui remise en cause. Malgré ce débat, les deux versions comportent de toute évidence des différences, notamment dans les valeurs morales qu'elles transmettent au travers du récit.

## Résumé
L'histoire de Floire et Blancheflor connaît des variantes.

### Version en ancien français

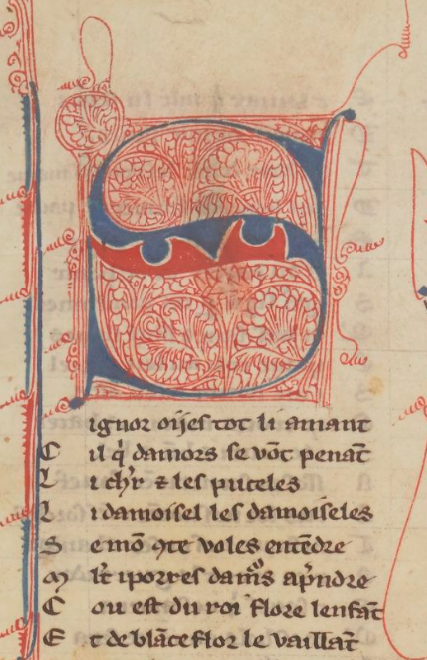
Début de Floire et Blancheflor dans le manuscrit 375 français de la BnF.

Voici le sommaire de la version « aristocratique » originale en ancien français du XIIe siècle.
Lors d'une de ses opérations en Galice, dans le nord-ouest de l'Espagne, Felix, roi d'Al-Andalus, attaque une troupe de pèlerins en route pour Saint-Jacques-de-Compostelle, célèbre lieu de pèlerinage médiéval. Parmi les pèlerins, il y a un chevalier français et sa fille, veuve depuis peu, qui a choisi de consacrer le reste de sa vie au sanctuaire. Le chevalier est tué, et sa fille est emmenée prisonnière à Naples, où elle devient dame de compagnie de l'épouse de Felix. Les deux femmes sont enceintes, et leur enfant nait le même jour, le dimanche des Rameaux : Floire, fils de la reine musulmane ; et Blancheflor, fille de la dame de compagnie.
Floire (« qui appartient à la fleur ») et Blancheflor (« fleur blanche ») sont élevés ensemble à la cour et se rapprochent. Le roi Felix craint que son fils désire épouser la « païenne » et décide la mort de la jeune fille. Il n'arrive toutefois pas à l'exécuter lui-même, envoie plutôt Floire à l'école, puis vend Blancheflor à des marchands qui s'en vont à Babylone, où elle est vendue à l'émir. Felix construit un tombeau élaboré pour Blancheflor et dit à Floire qu'elle est morte. La réaction de ce dernier est si grave que le roi lui dit la vérité. Désemparé mais encouragé par la nouvelle qu'elle est toujours vivante, Floire entreprend de la retrouver.
Floire finit par arriver à l'extérieur de Babylone, où il rencontre le gardien de pont, Daire, qui lui parle de la tour des Vierges. Tous les ans, l'émir y choisit une nouvelle épouse et tue l'ancienne. Le bruit court que Blancheflor sera bientôt la prochaine élue. Pour avoir accès à la tour, Daire conseille à Floire de jouer aux échecs avec la sentinelle de la tour et de rendre tous ses gains à cet homme jusqu'à ce qu'il soit forcé de lui rendre la faveur en le laissant entrer dans la tour. Floire l'emporte sur la sentinelle aux échecs et, suivant le plan, pénètre clandestinement dans la tour dans un panier de fleurs, mais il est placé par erreur dans la chambre de l'amie de Blancheflor, Claris. Celle-ci organise une rencontre entre les deux jeunes gens, mais ils sont découverts deux semaines plus tard par l'émir.
L'émir diffère de les tuer sur-le-champ pour tenir un conseil. Ses conseillers sont si impressionnés par la volonté que les jeunes amants ont de mourir l'un pour l'autre qu'ils persuadent l'émir d'épargner leur vie. Floire est alors fait chevalier, Blancheflor et lui se marient, et Claris épouse l'émir (qui lui promet qu'elle sera sa dernière et seule femme à jamais). Peu après, Babylone apprend la mort de Felix. Floire et Blancheflor rentrent dans leur patrie, où ils héritent du royaume, embrassent le christianisme et y convertissent leurs sujets.

### Version en moyen anglais

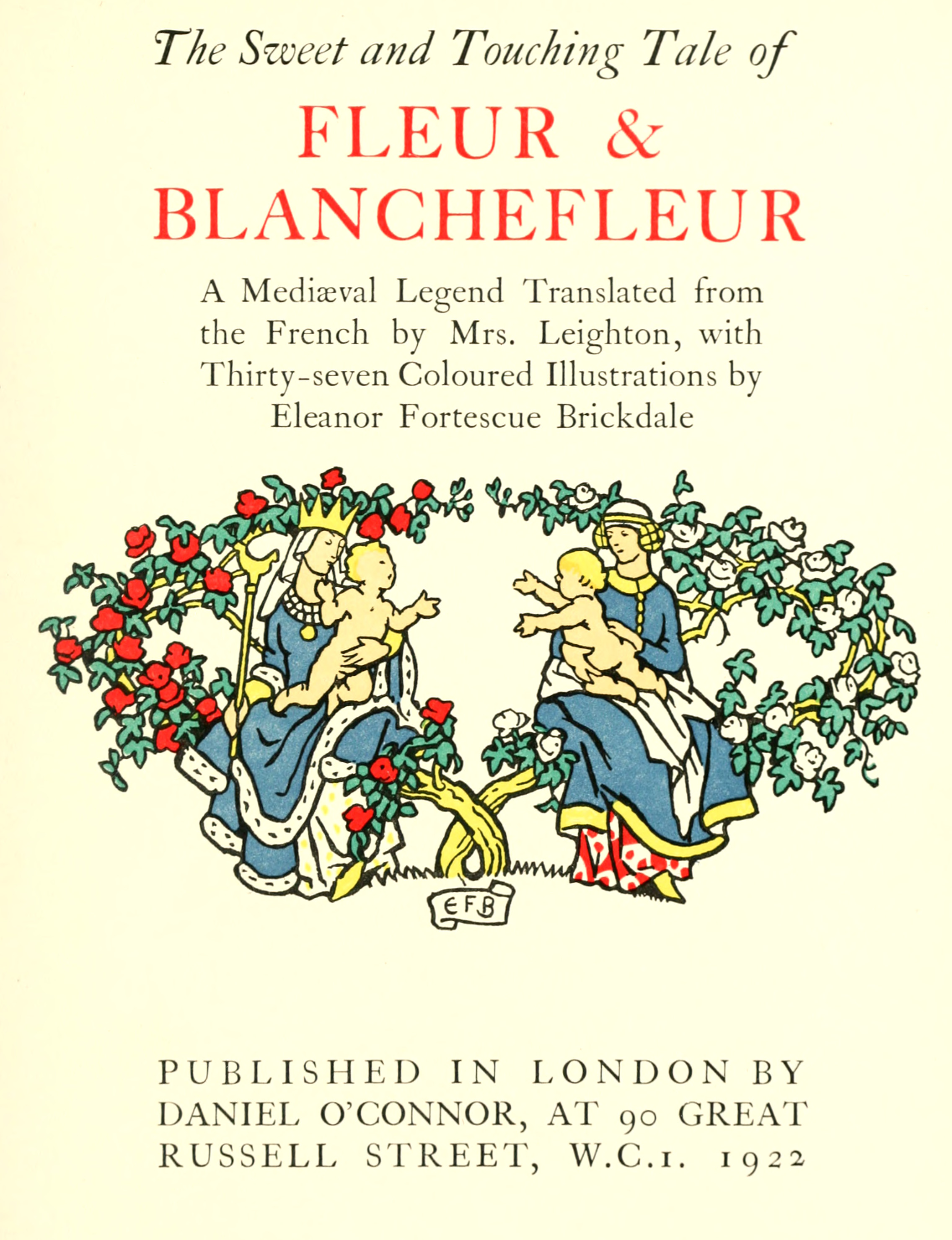
Adaptation d'Eleanor Fortescue-Brickdale, 1922

La version du poème en moyen anglais, Floris and Blancheflour s'inspire de la version « aristocratique » en ancien français, mais diffère quelque peu dans le détail. Aucun des quatre manuscrits existants ne conserve le début du récit, qui traiterait de la naissance des deux protagonistes. La structure narrative reste largement fidèle à celle de la source française. Cependant, cette version omet les références à l'histoire de la France et presque toutes les références religieuses. La version originale, qui date de 1250 environ, était intitulée Floris and Blanchefleur.

## Analyse
L'histoire contient des éléments des sagas héroïques et des romans de chevalerie antérieurs. La version « aristocratique » originale ne contient pas de combats de chevalerie, mais la version française « populaire », postérieure, contient bien quelques éléments de cette nature ; cependant, une opposition générique stricte entre les deux serait une distinction moderne.
La version en ancien français parle du conflit entre le paganisme et le christianisme, et souligne aussi la supériorité de l'amour romantique (plutôt que de l'amour courtois ou de la faveur divine) sur la force des armes pour préserver la vie et assurer une issue favorable. Dans la tradition de diffusion, le récit s’adapte selon la culture et les mœurs de son auteur et de son public. Par exemple, dans la version yiddish, destinée à un public juif, le conflit entre le christianisme et le paganisme est remplacé par un conflit de classes. Plusieurs versions, surtout celles issues des milieux germaniques, situent les protagonistes dans la lignée de Charlemagne, donnant une importance historique au récit.
Floire et Blanchefleur s’inscrit dans une tradition de diffusion européenne où les monarques peuvent être acteurs de cette étendue littéraire. On doit cette traduction en vieux suédois à Euphémie de Rügen, reine de Norvège dès 1299 et c'est potentiellement à la suite du mariage en 1312 de sa fille Ingeborg Hakonsdatter avec Erik Magnusson, prince suédois que plusieurs romans chevaleresques ont été traduit en vieux suédois. La version quant à elle, se rapproche des versions nordiques (norrois, norvégien) mais comme toute version possède des particularités notamment sur le plan religieux. En effet, dans cette version, malgré le mariage prononcé, les deux amants décident de finir leur vie séparément : Floire chez les moines et Blancheflor chez les nonnes.
L'histoire présente des analogies avec la littérature indienne, et notamment les Jātakas du début du Ve siècle. Nombre de détails, tels la tour des Vierges (c.-à-d. le harem), les gardiens eunuques et les odalisques, sont inspirés de matériel arrivé à l'ouest grâce aux Mille et Une Nuits.
Le conte a été un sujet populaire dans des récits postérieurs ; le poète suédois Oskar Levertin (en) traite du sujet dans la ballade romantique « Flores och Blanzeflor » du recueil Legender och visor (légendes et chants) en 1891.

## Autres versions vernaculaires
Parmi les versions vernaculaires, on trouve :
- En ancien français, Floire et Blancheflor, vers 1160 (une version française « populaire » apparaît vers 1200) ;
- En rhéno-mosan (de), Floyris, vers 1170  (a probablement pour source l'une des versions françaises), manuscrit conservé à la Bibliothèque municipale de Trèves ;
- En moyen haut-allemand, Florie und Blansheflur de Konrad Fleck (de), vers 1220 ; deux manuscrits complets conservés à la Bibliothèque d'État de Berlin et à la Bibliothèque universitaire de Heidelberg, deux fragments conservés à l'Archive de la paroisse catholique de Frauenfeld et à la Bibliothèque nationale de Prague ;
- En moyen anglais, Floris and Blancheflour, avant 1250 ; quatre manuscrits conservés, dont un à la Bibliothèque nationale de l’Écosse, un à la Bibliothèque universitaire de Cambridge et deux au British Library ;
- En moyen néerlandais, Floris ende Blancefloer de Diederic van Assenede (nl), vers 1260, deux manuscrits conservés à la bibliothèque de Leyde ;
- En vieux norvégien, Flóres saga ok Blankiflúr, vers 1300, manuscrits conservés aux Archives nationales de Norvège ;
- En italien, Florio e Biancifiore, après 1300, à travers le codex Magliabechiano édité et imprimé; et Filocolo de Boccace, en 1335-1336 ;
- En suédois, Flores och Blanzeflor, vers 1350, trois manuscrits conservés à la Bibliothèque royale de Suède.
- En moyen bas allemand, Flos unde Blankeflos, après 1300 ; trois manuscrits complets conservés à la Bibliothèque d'État de Berlin, à la Bibliothèque royale de Suède et à la Bibliothèque Herzog August de Wolfenbüttel, deux fragments conservés à la Bibliothèque d'État de Berlin et à la Bibliothèque de l'Académie polonaise des sciences ;
- En grec médiéval, Florios kai Platziaflora, vers 1400 ;
- En nouvel haut allemand précoce, Florio und Bianceffora, avant 1499 ; et Florio, des königs son auß Hispania de Hans Sachs, 1551 ;
- En yiddish, Flère et Blankeflère, environ 1750, seul texte existant conservé à la Bibliothèque Universitaire de Prague.

La persistance de sa popularité est démontrée par une allusion à ce conte dans le lai de chevalerie Emaré (en), où Floris et Blancheflour sont l'un des couples d'amoureux brodés sur une robe, avec Tristan et Iseut ainsi qu'Amadas et Idoine.
Adenet Le Roi attribuera aussi la filiation de Berthe au Grand Pied à un couple royal de Hongrie nommé Floire et Blancheflor dans son roman Li roumans de Berte aus grans piés écrit au XIIIe siècle.
La Bibliothèque nationale de France mentionne également une liste d'ouvrages de référence sur ce sujet.